# Вирка (село)
Ви́рка — село в Україні, у Сарненській міській громаді Сарненського району Рівненської області. Населення становить близько 450 чоловік.
У селі функціонує СГ ПП «Вирка», яке займається вирощуванням зернових та технічних культур .
Село належить до 3 зони радіоактивного забруднення.

## Географія
Селом протікає річка Вирка.

## Історія
У 1906 році слобода Степанської волості Рівненського повіту Волинської губернії. Відстань від повітового міста 99 верст, від волості 18. Дворів 52, мешканців 529.

Під час Другої світової війни польське населення Вирки організувало загони самооборони проти Української повстанської армії. 19 липня 1943 року село було взяте штурмом загонами УПА і спалене. 150 польських селян загинуло внаслідок боїв, більшість польського населення втекла до Старої Гути та в Сарни. Після війни відбудоване українцями.
Відповідно до Розпорядження Кабінету Міністрів України від 12 червня 2020 року № 722-р «Про визначення адміністративних центрів та затвердження територій територіальних громад Рівненської області» увійшло до складу Сарненської міської громади.

## Населення
За переписом населення 2001 року в селі мешкало 347 осіб. 100 % населення вказали своєї рідною мовою українську мову.

## Відомі люди
У селі народилась українська поетеса Наталія Левчун.